# Почётный гражданин Северодвинска

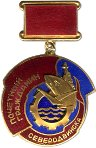
Нагрудный знак «Почётный гражданин Северодвинска»

Звание «Почётный гражданин Северодвинска» является высшим знаком признательности Северодвинска гражданам, внесшим выдающийся личный вклад в развитие города, повышение его роли и значимости в Российской Федерации и за её пределами. На звание «Почётный гражданин Северодвинска» может претендовать гражданин Северодвинска, Архангельской области, СССР и Российской Федерации, проживающий или проживавший в Северодвинске, пользующийся известностью и авторитетом у жителей Северодвинска или совершивший героический (мужественный) поступок во благо (или спасение жизней) жителей Северодвинска.

## Положения
- Решение муниципального Совета № 28 от 15.03.2001 г.
- Решение муниципального Совета № 90 от 21.06.2001 г. (doc). Дата обращения: 9 ноября 2010. Архивировано из оригинала 11 мая 2012 года., Положение (doc). Дата обращения: 9 ноября 2010. Архивировано из оригинала 11 мая 2012 года.
- Решение муниципального Совета № 14 от 23.03.2006 г. (doc). Дата обращения: 9 ноября 2010. Архивировано из оригинала 11 мая 2012 года.
- Решение городского Совета депутатов № 147 от 30.11.2006 г. (doc). Дата обращения: 9 ноября 2010. Архивировано из оригинала 11 мая 2012 года.
- Решение городского Совета депутатов № 36 от 29.03.2007 г. (doc). Дата обращения: 9 ноября 2010. Архивировано из оригинала 11 мая 2012 года.
- Решение Совета депутатов Северодвинска № 180 от 27.12.2007 г. (отменено)
- Решение Совета депутатов Северодвинска № 157 от 25.12.2008 г. (отменено)
- Решение городского Совета депутатов № 138 от 29.10.2009 г. (doc). Дата обращения: 9 ноября 2010. Архивировано из оригинала 11 мая 2012 года., Положение (doc). Дата обращения: 9 ноября 2010. Архивировано из оригинала 11 мая 2012 года.

## Основания и процедура присвоения звания
Положение, утвержденное решением городского Совета депутатов № 138 от 29.10.2009:

1. …Звание «Почётный гражданин Северодвинска» может быть присвоено только лицам, награждённым государственными наградами и нагрудным знаком «За заслуги перед Северодвинском». При этом звание «Почётный гражданин Северодвинска» присваивается, как правило, не ранее чем через три года после награждения лица нагрудным знаком «За заслуги перед Северодвинском».
Звание «Почётный гражданин Северодвинска» не может быть присвоено лицам, имеющим неснятую или непогашенную судимость.
2. Ходатайствовать о присвоении звания «Почётный гражданин Северодвинска» имеют право Администрация и Совет депутатов Северодвинска, трудовые коллективы и общественные организации. Предложения о присвоении звания Почётного гражданина, поступившие от лиц, выдвинувших свои кандидатуры, не рассматриваются.
3. Присвоение звания «Почётный гражданин Северодвинска» производится решением Совета депутатов Северодвинска после предварительного рассмотрения вопроса специальной комиссией, утвержденной распоряжением Мэра Северодвинска. Вопрос о присвоении звания «Почётный гражданин Северодвинска» рассматривается комиссией не ранее, чем через два месяца после опубликования в средствах массовой информации Северодвинска сведений о кандидате, выдвинутом на присвоение звания Почётного гражданина.
Решение о присвоении звания «Почётный гражданин Северодвинска» принимается Советом депутатов Северодвинска, как правило, один раз в год, на заседании, предшествующем празднованию дня города. Количество ежегодно присваиваемых званий не может превышать трех.

## Статус и права почётного гражданина
В соответствии с текущим положением, утвержденным решением городского Совета депутатов № 138 от 29 октября 2009 года, почётному гражданину Северодвинска присваиваются следующие привилегии (за счёт местного бюджета):
- ежемесячная выплата в размере 4000 рублей;
- ежегодная выплата ко Дню города в размере 2000 рублей.

В предыдущей редакции положения (от 21 июня 2001 года) почётным гражданам города предоставлялись следующие льготы и привилегии:
- бесплатный проезд всеми видами городского транспорта (кроме такси);
- оплата содержания занимаемого жилого помещения из средств муниципального бюджета;
- оплата коммунальных услуг, абонентской платы за телефон, радио и коллективную антенну из средств муниципального бюджета.

Также почётному гражданину Северодвинска вручается удостоверение установленной формы и нагрудный знак.

## Почётные граждане Северодвинска
| Дата и номер решения  | Дата и номер решения | Награждённый                     |
| --------------------- | -------------------- | -------------------------------- |
| 11 января 1978 года   | № 20                 | Егоров, Евгений Павлович         |
| 3 июня 1978 года      | № 81                 | Зрячев, Александр Фёдорович      |
| 12 июля 1978 года     | № 351                | Новиков, Николай Титович         |
| 12 июля 1978 года     | № 351                | Пономарёв, Александр Иванович    |
| 12 июля 1978 года     | № 351                | Преловская, Валентина Алексеевна |
| 12 июля 1978 года     | № 351                | Сивков, Виталий Семёнович        |
| 26 июля 1978 года     | № 396                | Горшков, Сергей Георгиевич       |
| 26 июля 1978 года     | № 396                | Гришанов, Василий Максимович     |
| 26 июля 1978 года     | № 396                | Истомин, Виктор Иванович         |
| 26 июля 1978 года     | № 396                | Камерский, Пётр Александрович    |
| 26 июля 1978 года     | № 396                | Клемушин, Дмитрий Михайлович     |
| 26 июля 1978 года     | № 396                | Золотаревский, Николай Иванович  |
| 26 июля 1978 года     | № 396                | Попов, Борис Вениаминович        |
| 25 октября 1978 года  | № 545                | Фёдоров, Дмитрий Фёдорович       |
| 30 марта 1979 года    | № 184                | Савченко, Иван Михайлович        |
| 21 декабря 1979 года  | № 633                | Боголюбов, Сергей Александрович  |
| 21 декабря 1979 года  | № 633                | Ночвина, Евдокия Павловна        |
| 21 декабря 1979 года  | № 633                | Чистяков, Павел Николаевич       |
| 24 декабря 1979 года  | № 633/1              | Новиков, Евгений Дмитриевич      |
| 11 января 1980 года   | № 2                  | Просянкин, Григорий Лазаревич    |
| 10 июня 1980 года     | № 314                | Котов, Павел Григорьевич         |
| 26 июня 1980 года     | № 96                 | Кузнецов, Андрей Петрович        |
| 25 марта 1981 года    | № 155                | Метелкин, Иван Васильевич        |
| 25 мая 1983 года      | № 267                | Устинов, Дмитрий Фёдорович       |
| 14 сентября 1983 года | № 450                | Александров, Анатолий Петрович   |
| 12 декабря 1984 года  | № 555                | Громогласов, Анатолий Иванович   |
| 15 мая 1985 года      | № 246                | Юдин, Александр Дмитриевич       |
| 3 августа 1988 года   | № 188                | Протасова, Мария Михайловна      |
| 3 августа 1988 года   | № 188                | Сальникова, Нина Никифоровна     |
| 3 августа 1988 года   | № 188                | Скрылёва, Римма Автомоновна      |
| 3 августа 1988 года   | № 188                | Титов, Михаил Иванович           |
| 3 августа 1988 года   | № 188                | Черняева, Лидия Ивановна         |

| Дата и номер решения  | Дата и номер решения | Награждённый                                                   |
| --------------------- | -------------------- | -------------------------------------------------------------- |
| 13 декабря 1989 года  | № 288                | Орлов, Николай Григорьевич                                     |
| 13 декабря 1989 года  | № 288                | Репин, Валентин Алексеевич                                     |
| 25 декабря 1995 года  | № 314                | Камай, Израиль Лазаревич                                       |
| 25 декабря 1995 года  | № 314                | Пушко, Василий Гаврилович                                      |
| 25 декабря 1995 года  | № 314                | Фокина, Маргарита Михайловна                                   |
| 3 июня 1998 года      | № 81                 | Арасланова, Ирина Ивановна                                     |
| 7 октября 1999 года   | № 126                | Аганина, Вера Архиповна                                        |
| 7 октября 1999 года   | № 126                | Лодыгин, Иван Васильевич                                       |
| 10 декабря 2001 года  | № 165                | Паршинов, Александр Александрович                              |
| 10 декабря 2001 года  | № 165                | Пашаев, Давид Гусейнович                                       |
| 10 декабря 2001 года  | № 166                | Шмигельский, Леонид Георгиевич                                 |
| 26 июня 2003 года     | № 96                 | Калистратов, Николай Яковлевич                                 |
| 26 июня 2003 года     | № 96                 | Поляков, Анатолий Николаевич                                   |
| 7 июля 2003 года      | № 103                | Ковалёв, Сергей Никитич                                        |
| 28 октября 2004 года  | № 156                | Дарда, Виктор Иванович                                         |
| 28 октября 2004 года  | № 156                | Кузьмина, Галина Константиновна                                |
| 28 октября 2004 года  | № 156                | Ткаченко, Анатолий Егорович                                    |
| 29 сентября 2005 года | № 55                 | Подгородный, Владимир Петрович                                 |
| 16 февраля 2006 года  | № 3                  | Лапшинов, Павел Васильевич                                     |
| 28 сентября 2006 года | № 75                 | Петрушин, Виктор Антонович                                     |
| 21 декабря 2006 года  | № 172                | Попова, Апполинария Васильевна                                 |
| 28 июня 2007 года     | № 77                 | Салов, Фёдор Михайлович                                        |
| 28 июня 2007 года     | № 77                 | Соболев, Иван Александрович                                    |
| 26 июня 2008 года     | № 70                 | Шушарин, Фёдор Николаевич                                      |
| 25 июня 2009 года     | № 56                 |                                                                |
| 25 июня 2009 года     | № 56                 | Трубина, Жозефина Александровна                                |
| 23 сентября 2010 года | № 99                 | Борисов, Эдуард Сергеевич                                      |
| 23 сентября 2010 года | № 99                 | Никитин, Владимир Семёнович, Макаренко, Анатолий Иннокентьевич |